# North Barningham
North Barningham är en by i civil parish Matlask, i distriktet North Norfolk, i grevskapet Norfolk i England. Byn är belägen 9 km från Cromer. Barningham Norwood var en civil parish fram till 1935 när blev den en del av Gresham. Civil parish hade 36 invånare år 1931. Byn nämndes i Domedagsboken (Domesday Book) år 1086, och kallades då Berni(n)geham.